# 眠月線

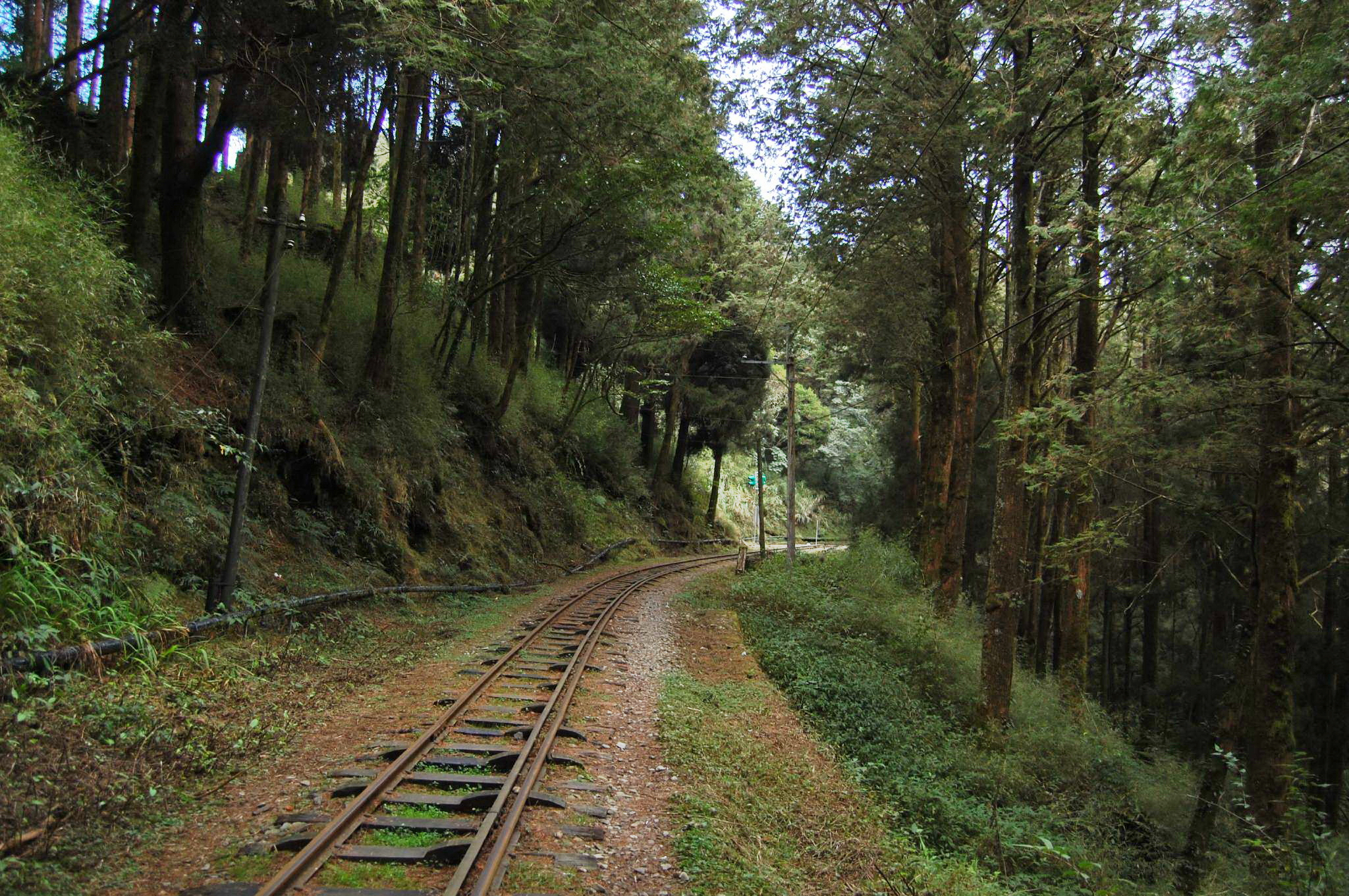
眠月線の線路（2008年1月）

眠月線（みんげつせん）とは、台湾にある阿里山森林鉄路の阿里山駅と石猴駅を結ぶ観光用鉄道路線である。
1999年の台湾大地震で大きな被害を受け、現在運行停止中。終点の石猴には猿に見える巨大な岩がある。

## 概要
1915年に木材運搬用の林場線として開通した。当時は塔山線と称した。
1981年に観光用として再利用する為に途中の石猴駅までの路線を眠月線とした。蒸気機関車を走らせたりして観光客に人気となった。
1983年には旅客運輸のみならず森林保全や治山目的にも用いられる様になった。
1999年の台湾大地震で4kmにわたって土砂災害で路線が重大な被害を受け、不通となった。
2002年に復旧作業を開始した。平行する道路が無い為に阿里山側から順に少しずつ工事を行った。
2008年5月に6年がかりで石猴駅までの全線が開通した。復旧費用は1億5千万元を超えた。復旧工事により、元は24本あった橋が21本となり、12本あったトンネルは2本増えて14本となった。石猴駅の駅舎やプラットホームの工事終了と安全性の確認・評価後に運行開始時期を決定する予定である。

## 路線・駅データ
| 駅名              | 海抜 単位： m | 営業距離 阿里山駅起点 | 営業期間                                   | 備考                       |
| ----------------- | ------------- | --------------------- | ------------------------------------------ | -------------------------- |
| 阿里山駅 （新駅） | 2,216         | 0                     | 1981年1月 - 1999年9月21日、2007年9月13日 - | 祝山線と一緒の始発駅。     |
| 沼平駅            | 2,274         | 1.3                   | 1914年 -                                   | 阿里山線終点。旧阿里山駅   |
| 十字分道駅        | 2,332         | 2.9                   | 1915年 -                                   | 無人駅、祝山線との分岐駅。 |
| 塔山駅            | 2,344         | 5.5                   | 1983年2月11日 - 1999年（休止中）           | 沼平起点4.2km              |
| 眠月駅            | 2,303         | 8.0                   | 1983年2月11日 - 1999年（休止中）           | 沼平起点6.7km              |
| 石猴駅            | 2,318         | 9.26                  | 1915年 - 1999年（休止中）                  | 無人駅                     |